# Young, Rich & Dangerous
Young, Rich & Dangerous – trzeci album studyjny amerykańskiej grupy hip-hopowej Kris Kross.

## Lista utworów
1. „Some Cut Up” - 1:45
2. „When the Homies Show Up” - 1:31
3. „Tonite's tha Night” - 3:16
4. „Interview” - 0:39
5. „Young, Rich and Dangerous” - 3:50
6. „Live and Die for Hip Hop” feat. Da Brat, Aaliyah, Jermaine Dupri & Mr. Black - 3:43
7. „Money, Power and Fame” Feat. Chris Terry - 3:48
8. „It's a Group Thang” - 0:51
9. „Mackin' Ain't Easy” feat. Mr. Black - 2:58
10. „Da Streets Ain't Right” - 3:00
11. „Hey Sexy” Feat. Chris Terry - 3:40
12. „Tonite's tha Nite (Remix)” - 3:41

## Użyte sample
- „Tonite's Tha Night"
  - Faze-O - „Riding High”
- „Da Streets Ain't Right"
  - The Romantics - „Talking in Your Sleep”
  - The Notorious B.I.G. -  „Warning”
- „Live and Die for Hip Hop"
  - Regina Belle - „Baby Come to Me”
- „Mackin' Ain't Easy"
  - Lionel Richie - „Love Will Find a Way”
- „Money, Power and Fame (Three Thangs Thats Necessities)”
  - LL Cool J - „I Need Love”
- „Some Cut Up"
  - Kleeer - „Intimate Connection”
- „Tonight's Tha Night” (Remix)
  - Dr. Dre - „Deep Cover”